# Aegolipton argopuronum
Aegolipton argopuronum là một loài bọ cánh cứng trong họ Cerambycidae.